# 余命10年
『余命10年』（よめいじゅうねん）は、小坂流加による日本の小説。文芸社より2007年6月15日に刊行され、同年12月20日にソフトカバー版が刊行された。
2017年5月15日にカバーイラストを変更して刊行された文庫版では、難病を患っていた小坂が当初は避けていた闘病シーンなどが大幅に加筆･修正された。小坂はこの文庫版の編集が終わった直後に病状が悪化し、刊行を見ることなく発売3か月前の2017年2月に逝去している。
2017年に静岡書店大賞の「映像化したい文庫部門」大賞を受賞。2022年3月18日時点で発行部数は80万部を突破している。
数万人に一人という難病を患い、余命が10年であることを知った20歳の主人公の女性が死に向かって精一杯生きる様を描いた物語。
映画版が2022年3月4日に公開された。

## あらすじ
高林茉莉は、20歳の夏に突然の発症で入院し、国の難病に指定されている遺伝性の肺の病であることを告げられ、その病気の患者で10年以上生きた人はいないことを知る。度重なる発作に苦しめられ、手術も受けたが体に目立つ傷痕を残しただけで病状は改善しなかった。21歳の誕生日は朦朧とする意識の中で迎え、短大は中退している。
それでも、22歳の春になって、ようやく自宅療養が許され茉莉は退院となった。少しずつ外を散歩したりして体が慣れ始め、茉莉は中学校からの親友・藤崎沙苗に誘われて秋葉原でのコスプレイベントに参加する。元々アニメを観たり、漫画を描くことが大好きだった茉莉はイベントでコスプレしたり、沙苗の同人誌に自分の漫画を載せてもらったりすることに夢中になっていき、その次の年の春には自分で同人誌を描き上げてもいる。
茉莉が25歳の桜の頃、姉の桔梗が鈴丘聡と結婚し、聡の仕事の都合で二人で群馬の地元に引っ越していく。茉莉は桔梗の家に遊びに行った時に、気まずいことがあって疎遠になっていた小学校時代の親友・新谷美幸を思い切って訪ねる。そして、美幸に誘われて小学校の同窓会に参加した茉莉は、東京でアパレル系のOLをしていると皆には嘘をついてしまう。同窓会では、茉莉が初恋の相手だったという真部和人と再会する。和人から想いを伝えられ2人は親密になり、もう恋はしないと決めていた茉莉も次第に和人を愛するようになっていく。
27歳の誕生日、和人と初めて1泊でデートをした茉莉は、帰りに倒れてしまい、入院することになる。病院で茉莉の父親と初めて顔を合わせた和人は、父親の口から茉莉の病気のことを初めて聞かされる。3週間後、退院した茉莉は和人の家を訪れ、これまで隠してきた病気や余命のことを和人に明かした。それでも和人は結婚を申し出るが、茉莉は自分は必ず死に至る難病であと少ししか時間が残されていないことを告げ、和人に今までのことを感謝しながら、もらった指輪を返している。
1週間後、茉莉の家を訪ねてきた和人が、最後の3年間を茉莉と一緒に過ごしたいと再度結婚を申し込むが、茉莉は和人に「これからも続く自分の人生をちゃんと生きて! 自分で選んだ茶道を捨てないで! もう逃げないって約束したでしょう」と断ってしまう。
和人と別れてから、茉莉は必死で漫画を描き続けた。何かを生み残したいというように。そのうちの一つが出版社の目に留まり雑誌で3回の連載を持ち、単行本も刊行している。そして、結婚が決まった沙苗のために想いを込めて、純白のウエディングドレスを縫い上げる。
その後、発作を起こして再度の入院をした茉莉は、病棟からも離れたCCUの一室で、儚く舞い落ちる雪を見ている。薬の効果よりも病気の悪化が早まっており、体の機能が少しずつ奪われていく。そんな時、茉莉は桔梗が妊娠し、甥か姪ができることを知らされる。新しい家族が増え、叔母となってその子と繋がっていられることがとても嬉しく感じられた。けれども、茉莉は桔梗の子とは会えることなく、和人への想いを抱いたまま、天国に旅立ってしまう。
茉莉の通夜。群馬から駆けつけた美幸や美弥たち短大時代の友人の涙の中、沙苗が和人に気付いて茉莉の棺まで案内する。棺の中の茉莉は沙苗の作った純白のドレスを身に付け、茉莉花に囲まれて眠っているように見えた。和人は茉莉のおかげで再び茶道に向き合うようになり、家元を継ぐ立場になったと伝え、茉莉と巡り会えて幸せだったと嗚咽しながら茉莉に口づけし、別れを告げる。

## 登場人物

### 主要人物

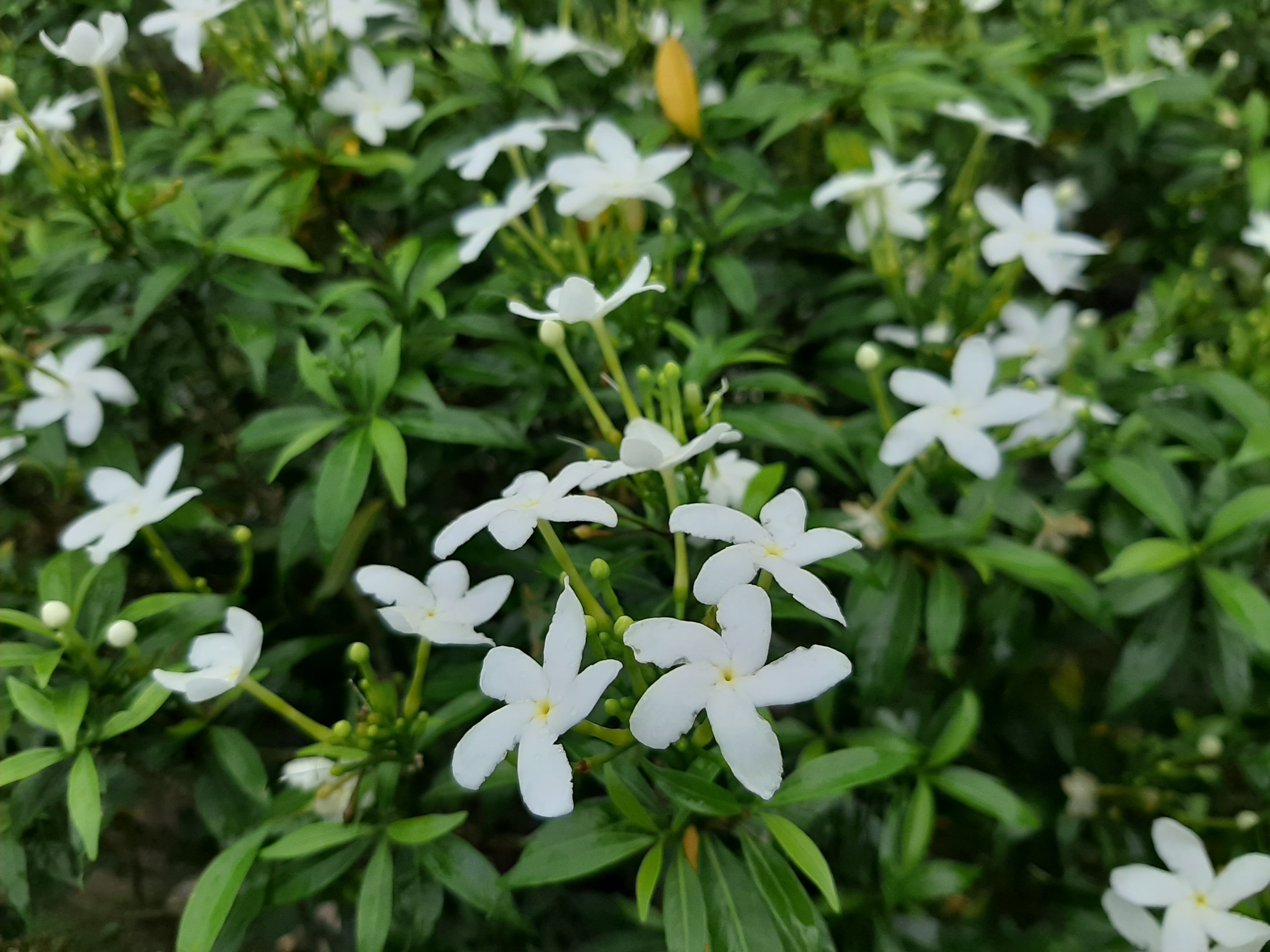
茉莉の名前の由来となった茉莉花（まつりか、ジャスミン）

高林茉莉（たかばやし まつり）
主人公。20歳の時、国の難病に指定されている遺伝性の肺の病であり、余命が10年であることを告げられる。
相手の人を残して死ぬことが怖いので、恋はしないと決心していたが、和人と出会って好きになってしまう。
小学時代から裁縫が得意で、コスプレ衣装を作ったり、結婚する友人のためにウェディングドレスを作る器用さを持つ。
漫画家になることも夢で、沙苗の勧めで漫画をまた描き始め、後に雑誌で3回の連載を持ち、単行本も刊行している。
亡くなる前に「思い出を捨てるために」母校の小学校を訪れて焼却炉に思い出のノートを捨てている。
真部和人（まなべ かずと）
茉莉の恋人。茉莉が初恋の相手。神童と呼ばれ、茶道の家元の長男として多大な期待を一身に浴びて育つがパニック障害になり、小学2年の時に茉莉たちの小学校に転校してきた。
20歳の時、好きな人のために茶道をやり直そうと思ったが、その女性に結婚を断られ、また茶道具に触れることすらできなくなってしまっていた。
茉莉に死ぬ病気で、もう時間がないと告白されても、結婚を申し込むが、感謝されながらも、自分の人生を生きてほしいと断られる。
茉莉の葬儀の際には袴を着用して出席し、棺で眠る茉莉に最後の別れをした。その際に茶道の流派の次期家元になることを伝えた。
高林桔梗（たかばやし ききょう）→鈴丘桔梗（すずおか ききょう）
茉莉の姉。優しく華がある女性。茉莉からは「桔梗ちゃん」と呼ばれており、とても仲の良い姉妹。
茉莉のために栄養バランスの取れた美味しいお弁当を作ってくれるなど、細やかに気を遣ってくれる。
茉莉の病気が遺伝性と分かった時、茉莉にだけ発症したことを自分に非があるように激しく落ち込んでいる。
藤崎沙苗（ふじさき さなえ）
茉莉が東京の中学に転校した時からの親友。漫画を描き、同人歴も長く「桜姫華（さくら ひめか）」というペンネームがある。
中学の時からの生粋の美少女。コスプレ好き。茉莉とは互いに結婚する際にはウェディングドレスを作るという約束をしていた。
茉莉の通夜では、会場に訪れた和人を茉莉が眠る棺に案内し、和人の安らかな笑顔に茉莉の一途な愛が一方通行でなかったことを確信している。
新谷美幸（しんたに みゆき）
茉莉の小学校時代の親友。茉莉と同じく絵を描くのが好きで、二人でお小遣いを貯めて買ったお揃いの赤い筆箱を使っていた。
小学校で運動会のリレー選手だった時に派手に転倒し、クラスを最下位にしてしまい、それがきっかけで集団シカトのターゲットにされた。
茉莉は独りぼっちの美幸を助けられず、筆箱も変えてしまったことを悔いており、美幸の結婚後に自宅を訪ねてきた茉莉から謝罪を受けている。

### 高林家の関係者
鈴丘聡（すずおか さとし）
桔梗の恋人→夫。
とても優しく誠実な性格で、桔梗だけでなく茉莉にも細やかな気遣いをしてくれる。
茉莉のお見舞いに来るときは、茉莉の好みそうなCDや季節ごとにスリッパを贈ってくれたりする。
茉莉と桔梗の母
茉莉がコスプレ衣装作りでミシンをよく使っているのを知り、着なくなったシャツのリメイクなどを茉莉に頼んでいる。
茉莉が母の趣味に合わせたものを作成すると今度のクラス会に着ていくと喜び、 茉莉も母の笑顔がとても嬉しかった。
茉莉と桔梗の父
ジャズが好き。いつもは冷静だが、茉莉に医師から病名が告げられた時は医師に詰め寄って尋ねている。
病院で和人と初対面の時、茉莉を受け止められるか尋ねた。通夜に訪れた和人に深く頭を下げている。

### 茉莉の病院での友人
礼子（れいこ）
茉莉と同じ病気で入院しており、茉莉が顔を合わせるうちに言葉を交わすようになっていた。30歳頃に発病している。
「ありがとう、ごめんね、好きです」を伝えたい人にちゃんと伝えられなかったことが後悔だと茉莉に語った。
茉莉の入院後まもなく亡くなってしまい、彼女の夫と息子が悲しむ姿に茉莉は自分の10年後の未来を感じていた。
凛子（りんこ）
茉莉と同じ病棟に入院している20歳の患者。
茉莉と同じ病気を患っており、数年前に茉莉と出会ってからの入院友達。茉莉の病室を訪れてマメシバのあみぐるみをプレゼントしている。
その後、1つでは寂しいからと黒と茶色の色違いでもう1つプレゼントする。それは茉莉の死後、桔梗に引き取られ、桔梗の2人の子に渡ることになる。

### 短大時代の友人
美弥（みや）
友人達の中で一番に結婚し、夫婦で居酒屋を始めており、その店に仲間達と共に茉莉が訪れている。
美弥の夫の亮が茉莉を心配して、大学の後輩を紹介しようとしたが、茉莉が気乗りでなかったことで少し気まずくなっていた。
奈緒（なお）
結婚が決まって仲間達と美弥の店に集まり、短大時代「お祭りっ子」だった茉莉が元気がないことを心配していた。
サオリと茉莉の話で茉莉の余命のことを知り、黙っていたのは言っても仕方がないからと言われ、それ以上何も言えなくなる。
サオリ
茉莉に元気を出してほしいと彼氏を紹介しようとするが茉莉が断ったため、病気だから恋しないなんて逃げだと思わず強く言ってしまう。
それに対して茉莉から病気は治療法がないことと余命のこと、恋をしない決心を告げられてしまい、その場にいた仲間達の顔が硬直している。

### その他
真部紫（まなべ ゆかり）
和人の母。「桐庵流」の家元夫人。体験入門茶会に振袖で参加した茉莉に優しく丁寧な対応をしてくれる。
お茶会の後、気分が悪くなり倒れた茉莉を介抱してくれている。茉莉には紫の温かさが嬉しく切なかった。
月野（つきの）
沙苗の友人の女性。茉莉が沙苗に案内されて行ったコスプレイベントで出会う。
好きなアニメのキャラクターが共通していることもあり、茉莉とはすぐに打ち解け友人となっている。
茉莉の漫画を誉め、同人誌発行や原稿の出版社持ち込みなどアドバイスしてくれている。
タケル
茉莉の小学校時代の初恋の男の子。中学校で転校するまで茉莉は一途に彼のことが好きだった。
同窓会で再会するが、タケルには同棲している彼女がいて、茉莉の気持ちには区切りがつく。

## 書誌情報
- 小坂流加『余命10年』文芸社、2007年6月15日発行、ISBN 978-4-286-03059-3
  - ソフトカバー版（2007年12月20日発行）、ISBN 978-4-286-04631-0
  - 文庫版（2017年5月15日発行）、ISBN 978-4-286-18492-0
  - memorial edition（2022年3月2日発行[14]）、ISBN 978-4-286-23729-9

## 映画
2022年3月4日に公開された。監督は藤井道人、主演は小松菜奈と坂口健太郎。
キャッチコピーは、ティザービジュアルでは「彼女は最後の10年を生きる。まるで、人生の始まりみたいに」。本ポスタービジュアルでは「君と出会って、この世界が愛おしくなった。」。
公開翌日の3月5日に東京・丸の内ピカデリーで公開記念舞台挨拶が行われ、小松、坂口、山田、奈緒、監督の藤井が登壇した。
イベント中に、原作者である小坂の家族から手紙が届くサプライズがあり、小松は涙をこらえきれずに「その手紙コピーしてくださいね、家宝にします」と述べ、小坂の家族に対して深く感謝の気持ちを表した。
3月17日にも東京・丸の内ピカデリーで大ヒット御礼舞台挨拶が行われ、小松、坂口、音楽監督の野田が登壇した。
モデルプレスが実施したウェブアンケート「2022年1月〜3月に公開されたおすすめの邦画は?」でランキング1位を獲得している。

### 製作
監督の藤井は初めて原作を読んだ時に「普段見落としがちな四季折々の自然の変化や、主人公・茉莉と和人が過ごした日々は、まるで小坂さんが生きている時に思い描いていた『夢』だったようにも感じました。僕は、この作品を直感的に映画として残したいと強く思いました」と語っている。
茉莉を演じた小松は約1年の撮影を振り返り、命は軽いものではないからこそ、中途半端な気持ちで挑むつもりはなかったし、どうすればこの気持ちを自分なりに伝えることができるのかを模索してきた。最後を見るのではなく、茉莉の生きている証をどう刻むのかを考え、彼女の人生を生きようと覚悟を決めたとコメントしている。
本作は、監督の藤井の「四季を通して茉莉の10年を追いかけ、その時彼女が感じた気持ちを映像で表現したい」という強い希望があり、1年を通しての撮影が行われ、桜や雪や夏の海はVFXではなく実際の撮影となっている。
なお、本作では原作者の小坂の生まれ故郷である静岡県・三島市での撮影が行われている。

### キャスト

#### 主要人物
高林茉莉
演 - 小松菜奈
主人公。数万人に一人という難病である肺動脈性肺高血圧症で、余命が10年であることを知る。
生きることに執着しないよう、恋だけはしないと心に決めて生きていたが、和人に出会って好きになってしまう。
沙苗の出版社でコラムを執筆し、「余命10年」の執筆も進めており刊行されることが決定している。
真部和人
演 - 坂口健太郎
茉莉の恋人。生きることに迷い、自分の居場所を見失っていた。茉莉と同窓会で再会し恋に落ちる。
茉莉から「もう死にたいなんて思わないでください」と言われ、自分にできることから始めようと玄の店で働く。
茉莉にプロポーズするが、感謝されながらも治らない病気で、一緒にいると死ぬのが怖くなるからと断られている。
富田タケル
演 - 山田裕貴
茉莉と和人の中学の同級生。二人の良き理解者。沙苗と交際するが別れている。
藤崎沙苗
演 - 奈緒
茉莉の大学時代の親友。文芸社に勤める。茉莉にコラムなどの執筆をするWebライター としての仕事を紹介する。
三浦アキラ
演 - 井口理
茉莉と沙苗が大学時代の友人と通う店の店長。
茉莉と沙苗の友人・美弥の彼氏（婚約者）。原作の美弥の夫・亮にあたる。
高林桔梗
演 - 黒木華
茉莉の姉。看護師。妹思いで茉莉の病気の治療方法など必死に調べたりしている。
平田
演 - 田中哲司
茉莉の主治医。映画版オリジナルキャラクター。
梶原玄
演 - リリー・フランキー
和人の働く「焼き鳥げん」の店主。映画版オリジナルキャラクター。
和人の独立と和人の店のオープンを応援している。
高林百合子
演 - 原日出子
茉莉と桔梗の母。茉莉を優しく支える。
高林明久
演 - 松重豊
茉莉と桔梗の父。無口で、茉莉に対し少し過保護気味。
できるだけ家を明るい空間にしておけるようガーデニングを頑張っている。
鈴岡聡
演 - 山中崇
桔梗の彼氏→夫。穏やかで優しい。
礼子
演 - 安藤聖
茉莉と同じ病気で入院中の友人。息子の小学校の入学式には出席できたと嬉しそうに話すが、まもなく他界してしまう。
息子を撮影していたビデオカメラを茉莉に手渡し「茉莉ちゃん、最後まで生きてね」と声をかけている。

#### 三島市の中学の同級生
三島市立菖蒲西中学校の同窓会の出席者。
寺田美幸
演 - 富山えり子 
茉莉の親しい友人。同窓会の幹事。絵梨たちに息子の写真を見せている。原作の新谷美幸にあたる。
絵梨
演 - 根矢涼香 
同窓会で茉莉の隣に座っている。和人になぜ父親の会社を継がなかったか聞くなど、周囲に積極的に話しかけている。
同級生
演 -  青木誠人 、池田智美 、多田愛佳 、大原実咲季 、岡幸太 、岡森健太 、沖山翔也 、尾尻征大 、鹿野祥平 、木越明 、北澤響 、北向珠夕 、島村新之介 、高取生 、田中珠里 、千葉冴太 、鉢嶺杏奈 、花影香音 、早川咲月 、松崎亮 、宮地尚子 、安井紀子 、山口葵 、山田桃子 、竜太朗 

#### 大学の友人
美弥
演 - 上原実矩
六華学園女子大学の同級生。婚約者のアキラとカフェを経営している。
サオリ
演 - 三浦透子
大学の同級生。仲の良い友人。

#### その他
礼子の夫
演 - 安部賢一
礼子の葬儀で嗚咽している。
礼子の息子
演 - 川原瑛都 
小学1年生。入学して間もない。
並川
演 - MEGUMI
文芸社の編集長。沙苗の上司。
会社の人事担当者
演 - 安井順平
面接に来た茉莉にもう病気は治ったのか質問し、茉莉が返答に困惑。
高林家の親戚
演 - 山下容莉枝、中島唱子
桔梗の結婚式に参列。化粧室で茉莉の噂話をする。
和人の店の客
演 - 呉城久美
オープン間もない和人の店「まつり」を訪れた客。
アナウンサー
演 - 松原江里佳、小倉淳、中島静佳
その他
演 - 志村貴博（声）

### スタッフ
- 原作 - 小坂流加『余命10年』（文芸社文庫NEO刊）
- 監督 - 藤井道人
- 脚本 - 岡田惠和、渡邉真子
- 音楽 - RADWIMPS[33][34]
- 主題歌 - RADWIMPS「うるうびと」（Muzinto Records / EMI）
- 製作 - 高橋雅美、池田宏之、藤田浩幸、善木準二、小川悦司、細野義朗、佐藤政治
- エグゼクティブプロデューサー - 関口大輔
- プロデューサー - 楠千亜紀、川合紳二郎、瀬崎秀人
- 撮影 - 今村圭佑
- 照明 - 平山達弥
- 録音 - 根本飛鳥
- 美術 - 宮森由衣
- 装飾 - 前屋敷恵介
- ヘアメイク - 橋本申二
- スタイリスト - 伊賀大介
- 衣装 - 江ロ久美子
- 編集 - 古川達馬
- スーパーヴァイジングサウンドエディター - 勝俣まさとし
- VFXスーパーバイザー - 大澤宏二郎
- 助監督 - 逢坂元
- 制作担当：柿本浩樹
- キャスティングプロデューサー - 高柳亮博
- 制作プロダクション - ROBOT
- 製作幹事・配給 - ワーナー・ブラザース映画
- 製作 - 映画「余命10年」製作委員会（ワーナー・ブラザース映画、電通、voque ting、関西テレビ放送、S・D・P、トライストーン・エンタテイメント）

### 原作からの主な変更点
- 原作では、真部和人は茶道の家元の長男であり、親からの期待が大きすぎたことなどから傷つき、また、家元を継ぐことへの葛藤や悩みなどはあるが、少なくとも生きる意味を見失ってはいない[35]。だが、映画では和人は父親が経営する会社を継がず、実家とは絶縁状態で茉莉と出会うまでは死ぬことも考えており、一度は自殺未遂をするという設定に変更されている。
- 原作では、茉莉はコスプレ好きの沙苗に誘われてアニメイベントに行ったり、漫画の同人誌などを執筆しており、和人を主人公にした漫画で漫画家デビューを果たし単行本も刊行している[36]。だが、映画では、茉莉は小説を執筆しているように変更され、原作者の人生に沿うような形で『余命10年』の執筆をしており、沙苗の勤務する文芸社から刊行している。
- 同窓会は、原作では群馬の小学校の時のものだが[37]、映画では原作者が生まれ育った静岡県三島市の中学校の同窓会に変更されている。
- 原作では沙苗は中学からの親友で、大学の同級生ではなく、美弥やサオリとは茉莉の葬儀で出会うまで面識がないが[38]、映画では沙苗は美弥やサオリとともに茉莉とは大学の同級生で友人となっている。

### 病名について
- 「肺動脈性肺高血圧症（PAH）」は、心臓から肺に血液を送るための血管である「肺動脈」の血圧が、異常に上昇するために心臓に多大な負担がかかり、全身への酸素供給が充分にできなくなる病気で、国の指定難病となっている[39]。この病気がある程度進行すると、体を動かす時に息苦しく感じる、すぐに疲れる、体がだるい、意識がなくなる（失神）などの症状が現れる [39]。この病名は、2009年に名称変更されるまでは「原発性肺高血圧症（PPH）」という名称だった[10]。

### RADWIMPS「うるうびと」のMV
- RADWIMPSの「うるうびと」のMVでは、映画本編後のストーリーというテーマで和人の目線で描かれている歌詞に沿い、映画で描かれたその後の和人を主人公に、茉莉との想い出の地を巡る物語となっている。撮影も実際の映画スタッフ陣が集結し、本編では使われなかった映像や映画の撮影監督である今村圭佑によるスチール写真が使用されている[40][41]。

### テレビ放送
| 回 | 放送日         | 放送時間（JST）    | 放送局     | 放送枠                     | 備考 | 出典                 |
| -- | -------------- | ------------------ | ---------- | -------------------------- | --- | -------------------- |
| 1  | 2023年10月20日 | 金曜 21:00 - 23:14 | 日本テレビ | 金曜ロードショー （第2期） | 地上波初放送。 読売テレビと広島テレビのみ、前番組のプロ野球クライマックスシリーズ中継を延長のため、10月28日（広島テレビ）または11月18日（読売テレビ）にローカルセールス枠で振替。 | [ 42 ] [ 43 ] [ 44 ] |

## コミカライズ
かわちゆかり作画、大石賢一脚本によるコミカライズ作品が「LINEマンガ」にて配信中。
2022年3月に白泉社「花とゆめコミックス」から上巻、下巻が発売された。
- かわちゆかり（著）・小坂流加（企画・原案）
  - 『余命10年』上、 白泉社〈花とゆめコミックス〉、2022年3月4日発行[47]、ISBN 978-4-592-22854-7
  - 『余命10年』下、 白泉社〈花とゆめコミックス〉、2022年3月18日発行[48]、ISBN 978-4-592-22855-4